# Siarhiej Dziemiaszkiewicz
Siarhiej Mikałajewicz Dziemiaszkiewicz (biał. Сяргей Мікалаевіч Дземяшкевіч; ros. Сергей Николаевич Демяшкевич, Siergiej Nikołajewicz Diemiaszkiewicz; ur. 8 lutego 1974 w Mińsku) – radziecki i białoruski zapaśnik w stylu klasycznym.
Brązowy medalista z Barcelony 1992 w wadze do 100 kg. Rozpoczynał karierę w barwach ZSRR. Na Igrzyskach w Barcelonie reprezentował WNP Od 1993 zawodnik Białorusi.
Trzykrotny uczestnik mistrzostw  świata, złoty w 1990, brązowy w 1991 roku. Dwukrotny Mistrz Europy w 1991 i 1993 roku. Pierwszy w Pucharze Świata w 1988.
Mistrz ZSRR w 1991, trzeci w 1988. Złoty medal mistrzostw WNP w 1992 roku.